# Чернуха Володимир Кирилович
Чернуха Володимир Кирилович (нар.17 травня 1921 — 20 лютого 2000) — професор, доктор ветеринарних наук, завідувач кафедри паразитології і клінічної діагностики Харківського зооветеринарного інституту.

## Біографія
Володимир Кирилович народився 17 травня 1921 року у місті Обоянь Курської області.
З 1929 по 1939 роки навчався в Обоянській середній школі.
Протягом 1939—1940 років був студентом Харківського ветеринарного інституту.
З 1940 по 1946 роки служба в лавах Радянської армії, участь у Другій світовій війні.
З 1946 по 1950 роки навчався у Харківському ветеринарному інституті.
Протягом 1950—1953 роки був аспірантом кафедри патології і терапії незаразних хвороб.
У 1954 році захистив дисертацію на тему «Опыт применения камполона для стимуляции эритропоэзп у лошадей и выработки иммунтел у кроликов»; присуджено науковий ступінь кандидата ветеринарних наук.
З 1954 по 1961 роки асистент кафедри патології та терапії внутрішніх незаразних хвороб тварин Харківського ветеринарного інституту.
У 1961 році Володимиру Кириловичу присвоєно вчене звання доцента по кафедрі патології і терапії внутрішніх незаразних хвороб тварин Харківського зооветеринарного інституту.
З 1961 по 1966 роки працював доцентом кафедри патології та терапії внутрішніх незаразних хвороб тварин Харківського зооветеринарного інституту.
З 1966 по 1971 роки був проректором з підвищення кваліфікації керівних кадрів, зооветспеціалістів, викладачів технікумів.
У 1971 році захистив дисертацію на тему «Материалы по этиопатогенезу лечению и профилактике желудочно-кишечных заболеваний у новорожденных телят»; присуджено науковий ступінь доктора ветеринарних наук.
Протягом 1971—1984 років працював проректором з наукової роботи Харківського зооветеринарного інституту.
У 1972 році було присвоєно вчене звання професора.
Протягом 1971—2000 років був завідувачем кафедри паразитології і клінічної діагностики Харківського зооветеринарного інституту.
20 лютого 2000 року пішов із життя, похований у смт Мала Данилівка.

## Відзнаки та нагороди
- нагрудний знак «За відмінні успіхи в роботі» (1991)

## Праці
Володимир Кирилович автор понад 130 наукових публікацій, серед яких 5 монографій і книг, 6 довідників.